# Tomeu Salas
Bartolomé Salas Ribot, más conocido por Tomeu Salas (Palma de Mallorca, 30 de noviembre de 1919 — ib., 25 de agosto de 2013) fue un futbolista español que jugaba en la demarcación de defensa.

## Biografía
Tomeu Salas debutó en 1939 a los 20 años de edad con el Club Deportivo Malacitano, equipo por el que fichó tras acabar la Guerra Civil Española. Jugó durante una temporada en el club antes de fichar por el C. E Constància. Además jugó también para el Hércules C. F., R. C. Celta de Vigo, Real Murcia C. F., R. C. D. Mallorca, U. D. Porreras y finalmente para el C. D. Soledad, equipo en el que se retiró en 1957 a los 38 años de edad.
Tomeu Salas falleció a los 93 años de edad el 25 de agosto de 2013.

## Clubes
| Club                      | País   | Año       | Partidos | Goles |
| ------------------------- | ------ | --------- | -------- | ----- |
| Club Deportivo Malacitano | España | 1939-1940 | 3        | 0     |
| C. E. Constància          | España | 1940-1945 | 43       | 0     |
| Hércules CF               | España | 1945-1946 | 23       | 0     |
| R. C. Celta de Vigo       | España | 1946-1950 | 50       | 0     |
| Real Murcia C. F.         | España | 1950-1952 | 68       | 0     |
| R. C. D. Mallorca         | España | 1952-1956 | 51       | 0     |
| U. D. Porreras            | España | 1956      |          |       |
| C. D. Soledad             | España | 1956-1957 |          |       |

## Palmarés
Club Deportivo Malacitano
- Copa Presidente FEF: 1940

C. E. Constància
- Tercera División de España: 1940/41